# Diepholz (stacja kolejowa)
Diepholz – stacja kolejowa w Diepholz, w kraju związkowym Dolna Saksonia, w Niemczech. Znajdują się tu 2 perony.